# Matthew Thompson (Meuterer)
Matthew Thompson (* ca. 1750; † 11. April 1790 auf Tahiti) war ein englischer Seemann auf dem britischen Handelsschiff HMS Bounty, der sich an der auf ihr begangenen Meuterei beteiligte.

## Leben

### Auf der Bounty

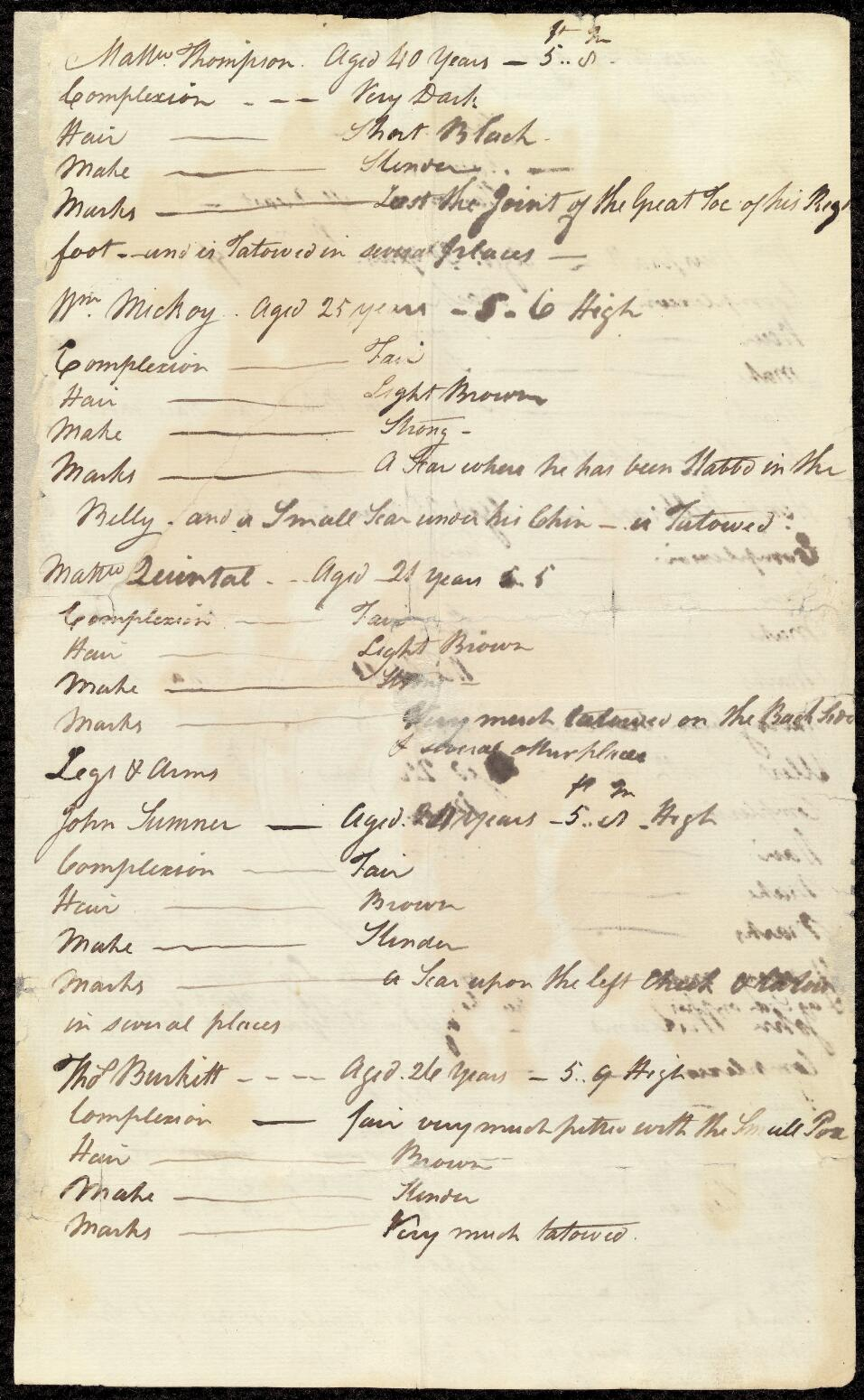
Eine Seite aus Blighs persönlichem Notizbuch mit seiner Beschreibung von Matthew Thompson, William McCoy, Matthew Quintal, John Sumner und Thomas Burkett. National Library of Australia.

Thompson schrieb sich am 23. Oktober 1787 in Gravesend als Vollmatrose (Able Seaman) im Alter von 37 Jahren und von der Isle of Wight stammend in die Musterungsrolle der HMS Bounty unter Lt. William Bligh ein. Deren Mission, die Brotfrucht von Tahiti nach Jamaika zu transportieren, begann am 23. Dezember 1787. Während der Ankerzeit vor Tahiti in der Matavai-Bucht wurde er am 5. Dezember 1788 von Bligh mit der Strafe der Auspeitschung zu zwölf Hieben wegen ungebührlichen und Befehls verweigernden Verhaltens belegt. Er war damit der vierte von zehn Seemännern, an dem auf dieser Fahrt diese Form der körperlichen Bestrafung angewendet wurde.
Um Mitternacht auf den 28. April 1789 gehörte Thompson der zweiten Deckwache unter dem Kanonier William Peckover an, die um vier Uhr von der von Fletcher Christian geführten dritten Wache abgelöst wurde. Er scheint sich darauf nicht schlafen gelegt zu haben, da er sich der kurz nach fünf Uhr beginnenden Meuterei anschloss. Er muss zum aktivsten Kreis der Gruppe gehört haben, da er mit einem Entermesser bewaffnet sofort Position im Zwischendeck mittschiffs bezog, während die anderen Bligh in seiner Kabine festsetzten. Er setzte sich auf die hier untergebrachte Waffenkiste, worauf der direkt neben ihr schlafende Fähnrich Peter Heywood geweckt wurde. Nachdem Charles Churchill die Waffen ausgegeben hatte, übernahm Thompson die Bewachung des Aufstieges zum Deck und war dabei für die Festsetzung der Offiziere zuständig, weshalb er selbst während der gesamten Meuterei unter Deck blieb. Neben Heywood haben ihn nur Steuermann John Fryer, Bootsmann William Cole und Zimmermann William Purcell gesehen. Durch die Festsetzung der Fähnriche Heywood und George Stewart hatte er die Urteilsbildung Blighs über diese beeinflusst und vor allem der späteren Verteidigung Heywoods Schwierigkeiten bereitet. Außerdem hatte sich Thompson des Quadranten von Fähnrich John Hallet und der Bücher von Fähnrich Thomas Hayward bemächtigt. Von Bligh wurde er in dessen Auflistung der Meuterer folgend beschrieben: Matw. Thompson, 40 Jahre alt, etwa 5 Fuß und 8 Zoll hoch, sehr dunkler Teint, kurzes schwarzes Haar; schlank gebaut, hat das Endglied seines großen Zehs am rechten Fuß verloren; ist an verschiedenen Stellen seines Körpers tätowiert.

### Auf Tahiti
Während des Siedlungsversuches der Meuterer auf Tubuai zwischen Juni und September 1789 war Thomspon nicht nennenswert hervorgetreten. Bei der Rückkehr nach Tahiti am 22. September ist er als einer von sechzehn Seemännern von Bord gegangen und nach der Abfahrt der Bounty am Abend desselben Tages mit ihnen auf der Insel zurückgeblieben. Wie seine Kameraden fand er zunächst Aufnahme bei einem der Häuptlinge der Matavai-Buch und umliegender Distrikte. Bei seinen Kameraden scheint Thompson in keinem engen Vertrauensverhältnis gestanden zu haben. Von James Morrison wurde er nicht in dessen Vorhaben zum Bau eines Schoners eingeweiht, gab ihm im Tausch für ein paar Dechsel und eine Galone Wein aber Hallets Quadranten. Haywards Bücher wollte er nicht eintauschen, obwohl er nicht lesen und schreiben konnte, da er deren Papier für die Herstellung von Patronen nutzen wollte.
Im Februar 1790 brachte Thompson die einheimische Bevölkerung gegen sich auf, nachdem er eine Frau vergewaltigt hatte. Deren Bruder sann auf Vergeltung und mobilisierte seinen Stamm. Der bedrängte Thompson schoss mit seiner Muskete in die Menge und tötete dabei einen Mann und dessen Kind und verwundete eine Frau schwer. Seine Kameraden verweigerten ihm ihre Unterstützung und erklärten diesen Konflikt zu seiner persönlichen Angelegenheit. Darauf verließ Thompson die Matavai-Bucht um sich Churchill anzuschließen, der sich inzwischen zum Häuptling der kleineren Halbinsel Tahitis (Taiarapu, auch Teva-i-tai, heute Tahiti Iti) hatte aufschwingen können. Doch auch mit ihm zerstritt er sich schnell aus unbekannten Gründen (angeblich auf Betreiben des ausgesetzten Seemannes Brown), worauf Thompson die Freundschaft zum Onkel des zuvor verstorbenen Häuptlings von Taiarapu suchte. Churchill vermutete eine Gefahr und stahl in einem nächtlichen Überfall die Waffen von Thompson. Der aber besorgte sich bei Charles Norman in der Matavai-Bucht eine neue Muskete. Nachdem Thompson von einem unzufriedenen Gefolgsmann Churchills erfahren hatte, dass dieser für den Diebstahl seiner Waffen verantwortlich war, erschoss er ihn am Morgen des 11. April 1790 in dessen Haus.

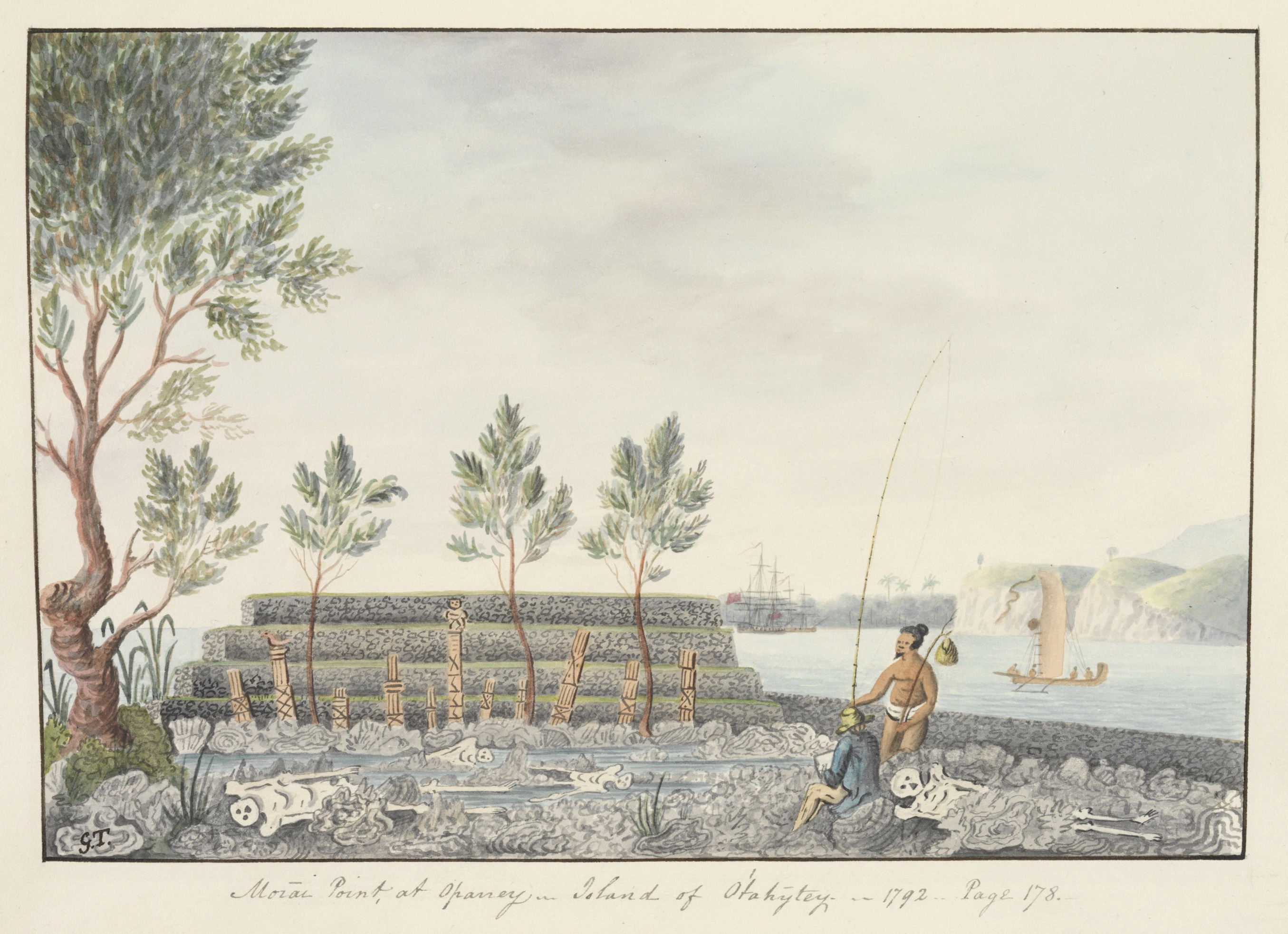
Leutnant George Tobin besucht den Marae von Oparre, 1792.

Vermutlich noch am selben Tag erlag Thompson der Vergeltung der einheimischen Gefolgsmänner Churchills. Sie erschlugen ihn und enthaupteten seinen Leichnam. Während sie seinen Körper vergruben, brachten sie seinen Kopf in das Heiligtum (Marae) des Kriegsgottes Oro im Distrikt Tautira. Morrison erfuhr am 15. April in der Matavai-Bucht von diesen Vorgängen, worauf er am 17. April das Heiligtum aufsuchte und dort Thompsons Kopf anhand einer Narbe an dessen Stirn erkannte. Ein Jahr später wurde der mittlerweile skelettierte Schädel auch Kapitän Edward Edwards und dem Schiffsarzt George Hamilton von der HMS Pandora präsentiert, die deutliche Bruchspuren an ihm erkennen konnten. Offenbar wurde er danach im Marae von Oparre verwahrt, wo ihn im Mai 1792 auch Lt. George Tobin von der HMS Providence sah. Vermutlich hatte ihn auch noch im März 1797 Kapitän James Wilson vom Missionarsschiff Duff gesehen, dem unter den vielen in diesem Marae angehäuften Schädeln einer auffiel der gespalten war. Am Standort dieses heidnischen Heiligtums, am westlichen Ende der Matavai-Bucht (Morai-Point), befindet sich heute das Grabmal von König Pomaré V.

## Erlebnisberichte
- Bligh, William, A voyage to the South sea, undertaken by command of His Majesty, for the purpose of conveying the bread-fruit tree to the West Indies, in His Majesty’s ship the Bounty, commanded by Lieutenant William Bligh. London 1792.
- Hamilton, George, A Voyage Round the World, in His Majesty's Frigate Pandora. Performed Under the Direction of Captain Edwards in the Years 1790, 1791, and 1792. Sydney 1998.
- Morrison, James, Mutiny and Aftermath: James Morrison’s Account of the Mutiny on the Bounty and the Island of Tahiti. Hrsg. von Vanessa Smith, Nicholas Thomas. University of Hawaiʻi Press 2013.
- Tobin, George, Journal on HMS Providence 1791–1793, State Library of New South Wales, Mitchell Library A562, CY 1421. (online S. 177 f., S. 243 f.)
- Wilson, James, A Missionary Voyage to the Southern Pacific Ocean, performed in the years 1796, 1797, 1798, in the ship Duff. London 1799.

## Weblink
- whalesite.org

| Personendaten    | Personendaten          |
| ---------------- | ---------------------- |
| NAME             | Thompson, Matthew      |
| KURZBESCHREIBUNG | britischer Seemann     |
| GEBURTSDATUM     | um 1750                |
| GEBURTSORT       | Isle of Wight, England |
| STERBEDATUM      | 11. April 1790         |
| STERBEORT        | Tahiti                 |